# ビデオシングルディスク
ビデオシングルディスク(Video Single Disc,VSD)は、CDビデオ（CD VIDEO）の5分間の映像部にビデオ映像のみを収録し、オーディオCDパートを収録しなかったもの。

## 概要

ロゴマーク

ディスクにはCD VIDEOのロゴマークでは無く『CDV』と、LASER DISCのロゴが表示されている。トラックは2から記録されており、一部のディスクには『（トラック1）オーディオ・パートの音声は収録されておりません』と表示されていた。ディスクを目視で見ると内周部のオーディオトラックと外周部のビデオトラックがCDビデオと同一でプレーヤーの互換を保つ為ビデオパートの記録領域を拡張できなかったと想像できる。ビデオシングルディスクのロゴマークは1980年代にCBS・ソニーやEPIC・ソニーから発売されていた映像ソフト『VIDEO LP』『VIDEO SINGLE』『VIDEO MOVIE』各シリーズに付けられていたマークと同一である。音楽プロモーションビデオを一曲単位で発売するフォーマットとして注目されたが、1枚1,200円という値付けが魅力的ではなかったためか普及しなかった。